# Coptopteryx gigliotosi
Coptopteryx gigliotosi es una especie de mantis de la familia Coptopterygidae.

## Distribución geográfica
Se encuentra en Argentina y Brasil.